# Raïon de Korsakov
Le raïon de Korsakov (russe : Корса́ковский райо́н) est l'une des dix-sept subdivisions administratives (raïons) de l'oblast de Sakhaline, à l'est de la Russie. En tant que division municipale, il est intégré à l'okroug urbain de Korsakov. Il est situé au sud-est de l'oblast. Sa superficie est de 2 623,6 km2. Son centre administratif est la ville de Korsakov. La population du raïon (en excluant le centre administratif) était de 7 885 (2010); 8 684 (2002) 10 501 (1989).